# Villshärad (nordöstra delen)
Villshärad (nordöstra delen) var före 2015 en av SCB avgränsad och namnsatt småort i Villshärad i Halmstads kommun. Vid 2015 års avgränsning klassades den inte längre som en småort.